# National Highway Traffic Safety Administration
Die National Highway Traffic Safety Administration (NHTSA) ist die zivile US-Bundesbehörde für Straßen- und Fahrzeugsicherheit. Die Behörde im Geschäftsbereich des Verkehrsministeriums der Vereinigten Staaten wurde 1970 auf Grundlage des Gesetzes Highway Safety Act of 1970 gegründet.
Sie hat ihren Sitz in Washington, D.C.

## Direktoren
| Direktor            | Beginn | Ende |
| ------------------- | ------ | ---- |
| Douglas W. Toms     | 1970   | 1973 |
| James Gregory       | 1973   | 1976 |
| John W. Snow        | 1976   | 1977 |
| Joan Claybrook      | 1977   | 1981 |
| Raymond A. Peck Jr. | 1981   | 1981 |
| Diane K. Steed      | 1983   | 1989 |
| Jerry Ralph Curry   | 1989   | 1992 |
| Marion Blakey       | 1992   | 1993 |
| Ricardo Martinez    | 1994   | 1999 |
| Sue Bailey          | 2000   | 2001 |
| Jeffrey W. Runge    | 2001   | 2005 |
| Nicole Nason        | 2006   | 2008 |
| David Strickland    | 2010   | 2014 |
| Mark Rosekind       | 2014   | 2017 |
| Steven Cliff        | 2022   | 2022 |